# Sabicea arborea
Sabicea arborea är en måreväxtart som beskrevs av Karl Moritz Schumann. Sabicea arborea ingår i släktet Sabicea och familjen måreväxter. Inga underarter finns listade i Catalogue of Life.